# Глущенко Ольга
Ольга Глущенко (нар. 25 січня 1978) — колишня білоруська тенісистка.
Найвищу одиночну позицію світового рейтингу — 366 місце досягла 28 жовтня 1996, парну — 220 місце — 26 січня 1998 року.
Здобула 2 парні титули туру ITF.
Завершила кар'єру 2000 року.

## Фінали ITF
| Турніри $100,000 |
| Турніри $75,000  |
| Турніри $50,000  |
| Турніри $25,000  |
| Турніри $10,000  |

### Одиночний розряд: 1 (0–1)
| Результат | Ранг | Дата           | Місце            | Покриття   | Суперниця        | Рахунок       |
| --------- | ---- | -------------- | ---------------- | ---------- | ---------------- | ------------- |
| Поразка   | 1.   | 27 жовтня 1997 | Мінськ, Білорусь | Тверде (i) | Надія Островська | 6–4, 4–6, 2–6 |

### Парний розряд: 6 (2–4)
| Результат | Ранг | Дата              | Турнір                  | Покриття   | Партнерка    | Суперниці                              | Рахунок       |
| --------- | ---- | ----------------- | ----------------------- | ---------- | ------------ | -------------------------------------- | ------------- |
| Поразка   | 1.   | 29 січня 1996     | Оренсе, Іспанія         | Тверде (i) | Тетяна Пучек | Аннемарі Міккерс Генріетте ван Алдерен | 1–6, 3–6      |
| Поразка   | 2.   | 28 вересня 1997   | Бухарест, Румунія       | Ґрунт      | Тетяна Пучек | Віраг Чурго Жанетта Гусарова           | 0–6, 0–6      |
| Перемога  | 3.   | 13 жовтня 1997    | Шяуляй, Литва           | Килим (i)  | Тетяна Пучек | Надія Островська Віра Жуковець         | 7–5, 6–3      |
| Перемога  | 4.   | 28 вересня 1998   | Тбілісі, Джорджія       | Ґрунт      | Тетяна Пучек | Маргаліта Чахнашвілі Sophia Managadze  | 6–2, 6–4      |
| Поразка   | 5.   | 1 листопада 1998  | Мінськ, Білорусь        | Ґрунт      | Тетяна Пучек | Катерина Панюшкіна Анастасія Родіонова | 5–7, 7–5, 3–6 |
| Поразка   | 6.   | 15 листопада 1998 | Рамат-га-Шарон, Ізраїль | Тверде     | Тетяна Пучек | Кім Клейстерс Жустін Енен              | 2–6, 0–6      |

## Участь у Кубку Федерації

### Парний розряд
| Розіграш                                | Стадія | Дата           | Місце           | Супротивник | Покриття | Партнерка           | Суперниці               | W/L | Рахунок  |
| --------------------------------------- | ------ | -------------- | --------------- | ----------- | -------- | ------------------- | ----------------------- | --- | -------- |
| 1996 Fed Cup Europe/Africa Zone Group I | P/O    | 26 квітня 1996 | Мурсія, Іспанія | Croatia     | Ґрунт    | Ольга Барабанщикова | Мая Мурич Сільвія Талая | W   | 1–0 ret. |